# Pniewo Łobeskie
Pniewo Łobeskie – zlikwidowany przystanek kolei wąskotorowej w Pniewie, w województwie zachodniopomorskim, w Polsce. Został zlikwidowany w 1966 roku.